# Renat Davletiarov
Renat Davletiarov (en russe : Давлетьяров, Ренат Фаварисович ; né le 17 août 1961 à Astrakhan, URSS) est un producteur, réalisateur et scénariste soviétique puis russe. Il est président de la Guilde des producteurs de Russie. Producteur de films commerciaux à succès, son film Amour toujours 2 a conquis le public des
salles en Russie et réalisé des recettes importantes .
En novembre 2018, il présente, lors de la 16e semaine du nouveau cinéma russe à Paris, son dernier film: Donbass. Les confins, qui évoque le rêve commun des personnages de la banlieue de Donetsk : que la guerre se termine au plus vite .

## Biographie
Renat Davletiarov est né le 17 août 1961 à Astrakhan. Son père est tatar et sa mère est russe. Son père dénommé Favaris Davletiarov, est le dernier président de la commission de pétrole de l'URSS et est devenu l'un des dirigeants de la Rosneft, président du ZAO Kontsern Nefteprodukt ,.
Son frère Boris, banquier, ancien propriétaire de la Banque internationale du développement, vit à Londres.
Renat Davletiarov est diplômé de ingénierie technologique de l'Institut polytechnique de Novgorod en Russie.

### Carrière

#### Débuts
De 1985 à 1987, Davletiarov travaille comme scénographe, décorateur au studio de cinéma Mosfilm.
De 1987 à 1989, il devient directeur adjoint de films, puis en 1989 directeur de films pour le même studio.
Il dirige ensuite le studio Kroug(Le cercle) toujours chez Mosfilm.
En 1995, il devient directeur exécutif du Festival international du film de Moscou et de 1999 à 2006 directeur général de ce même festival.

#### Producteur
De 2001 à 2008, il est producteur de la semaine du cinéma russe de New York, de Paris (en 2003), de Berlin (en 2005).
De 2007 à 2009 il est producteur général du festival international de cinéma contemporain Zavtra.
De 2009 à 2015 il est président de la Guilde des producteurs de Russie et vice-président de la Fédération internationale des associations des producteurs de films FIAPF en Europe.
De 2010 à 2012 il est producteur général du festival international de cinéma (Deux en un  (Два в одном)).

#### Réalisateur
En 2011 il débute comme réalisateur avec la comédie Ma folle famille (Моя безумная семья!), et en 2012 avec un film policier Le Papillon d'acier (Стальная бабочка).
Il réalise aussi le film Une fois, suivant le récit de Iouri Korotkov Amerikanka qui a ouvert le XXII festival du festival du cinéma Une fenêtre sur l'Europe (Окно в Европу).

## Filmographie

### Vice-directeur
- 1989 : Rose noire – emblème de la tristesse, rose rouge – emblème de l'amour (Чёрная роза — эмблема печали, красная роза — эмблема любви), dont le réalisateur est Sergueï Soloviov
- 1989 : Katala de Sergueï Bodrov

### Directeur
- 1991 : La Jambe de Nikita Tiagounov
- 1992 : Les Changeurs (Менялы), de Gueorgui Chenguelaia
- 1993 : Le Tireur désœuvré (Strelets Neprikaianny) de Gueorgui Chenguelaia
- 1994 : Le Siffleur (Svistoun), de P. Erdiom
- 1994 : Trois sœurs de Sergueï Soloviov

### Producteur
- 1997 : Passion dans l'atelier Chakh
- 2005 : 180 et plus
- 2007 : L'Amour-carotte
- 2008 : Indigo
- 2008 : L'Amour-carotte 2
- 2009 : Youlenka
- 2010 : Ironie de l'amour
- 2011 : L'Amour-carotte 3
- 2011 : Ma folle famille
- 2012 : Face à face
- 2012 : Le Papillon d'acier
- 2013 : Mondes parallèles
- 2014 : Les Fugitifs
- 2014 : Une fois
- 2014 : Les Invisibles
- 2015 : Ici les aubes sont calmes...
- 2015 : Le Carosse vert
- 2016 : Art pur
- 2017 : Volchebniki
- 2017 : Priklioutchénia Tchoknoutovo professora
- 2022 : Pétropolis

### Réalisateur
- 2011 : Ma folle famille
- 2012 : Le Papillon d'acier
- 2014 : Une fois
- 2015 : Ici les aubes sont calmes...
- 2016 : Art pur
- 2018 : Donbass. Les Confins
- 2021 : Liottchik

### Scenariste
- 2007 : L'Amour-carotte
- 2008 : L'Amour-carotte 2
- 2015 : Ici les aubes sont calmes...
- 2016 : Art pur

### Acteur
- 1989 : Joueur de carte
- 1992 : Les Changeurs de Gueorgui Chenguelaia
- 1993 : Le Tireur désœuvré
- 2010 : Confiture de sakouura de Youlia Aoug